# Jim Pugliese

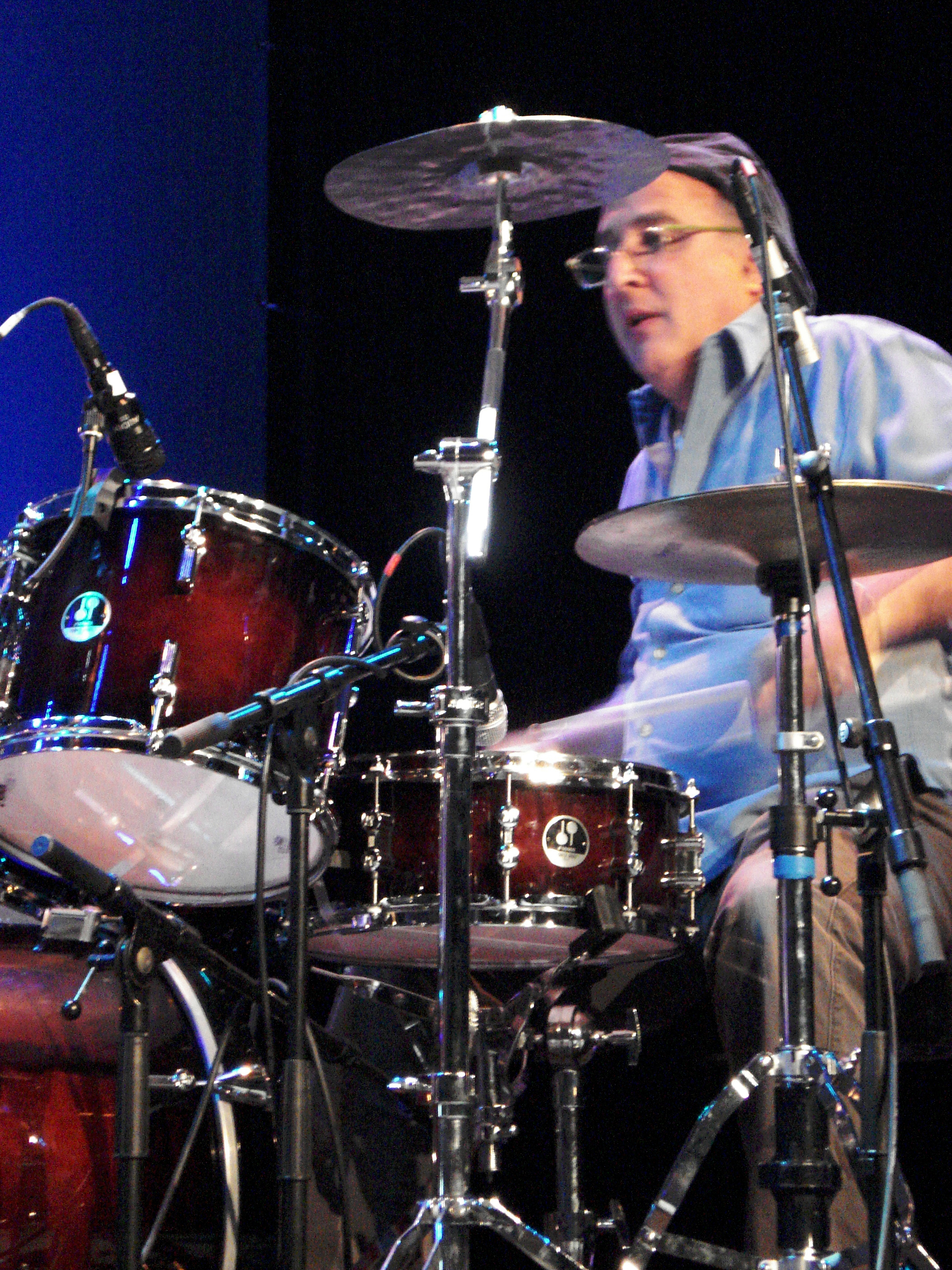
Jim Pugliese (Saalfelden 2009)

James „Jim“ Pugliese (* 1952 in Newark, New Jersey) ist ein amerikanischer Perkussionist, Schlagzeuger und Komponist, der sowohl in den Bereichen der experimentellen Musik und des Jazz als auch der Rockmusik hervorgetreten ist.

## Leben und Wirken
Pugliese wuchs mit Soul- und Bluesmusik auf. Er nahm Schlagwerkunterricht bei Raymond Des Roches; im Alter von 16 Jahren nahm er als Teil von dessen New Jersey Percussion Ensemble Werke von  Edgar Varèse, Michael Colgrass, Henry Cowell und Charles Wuorinen für Nonesuch Records auf. In den nächsten Jahren beschäftigte er sich mit der Musik von John Cage, Lukas Foss, Kent Nagano and Philip Glass. Zwölf Jahre gehörte er zu Dean Drummonds »Newband« und zum »Harry Partch Ensemble«, wo er ausgiebig mikrotonaler Musik kennenlernte. Zugleich beschäftigte er sich afrokubanischen Rhythmen, die er bei Pablo Landrum studierte.
Pugliese war seit Mitte der 1980er Jahre auch in der Downtown-Szene von Manhattan aktiv und trat mit John Zorn, Marc Ribot, Zeena Parkins, Bobby Previte und Anthony Coleman auf und ist mit ihnen auf Tonträgern zu hören. Daneben war er als Studiomusiker aktiv, etwa für Sanda Weigl, Nana Simopoulos, David Shea, Doug Wieselman oder Annie Gosfield. Michael Torkes Slate spielte er als Xylophon-Solist mit der London Sinfonietta ein. Seine Komposition Freeze wurde 1993 von der »Newband« aufgenommen (Play Microtonal Works 2). Mit Christine Bard und Michael Evans bildete er das Trio »EasSide Percussion«, das 1997 ein erstes Album veröffentlichte. 1998 nahm er sein Soloalbum Sonic Soul auf. 
Im Weiteren arbeitete er mit dem ghanesischen Musiker Nii Tettey Tetteh und mit Milford Graves zusammen und lernte das Spiel der Mbira. Zu hören ist er auch auf William Parkers Album For Those Who Are, Still (2015). Sein Album Live @ Issue Project Room NYC wurde bei All About Jazz als beste Neuerscheinung 2008 gepriesen. 
Pugliese ist auch als Musikpädagoge an der New Yorker Fiorello H. LaGuardia High School of Music & Art and Performing Arts tätig.

## Diskographische Hinweise
- Jim Pugliese’s Phase III (2005, mit Michaël Attias, Christine Bard, Kato Hideki, Marc Ribot bzw. Marco Cappelli)
- Live @ Issue Project Room NYC (2008)

mit Anthony Coleman
- Selfhaters (Tzadik, 1996)
- Lapidation (New World, 2007)